# Nannoscincus slevini
Nannoscincus slevini — вид сцинкоподібних ящірок родини сцинкових (Scincidae). Ендемік Нової Каледонії. Вид названий на честь американського герпетолога Джозефа Річарда Слевіна.

## Поширення і екологія
Nannoscincus rankini відомі з кількох місцевостей, розташованих в горах Центрального хребта у центральній частині острова Нова Каледонія. Вони живуть у вологих тропічних лісах, на висоті від 400 до 900 м над рівнем моря. Ведуть наземний, напівриючий спосіб життя, ховаються під камінням і поваленими деревами, шукають їжу серед опалого листя. Відкладають яйця.

## Збереження
МСОП класифікує цей вид як такий, що перебуває на межі зникнення. Nannoscincus rankini загрожує знищення природного середовища.